# Premio Loebner
Il Premio Loebner è una competizione annuale di intelligenza artificiale che si tiene presso l'Università di Reading. Viene assegnato al chat bot che ottiene il punteggio più alto in un contesto ispirato al test di Turing, nel quale una giuria cerca di distinguere le risposte fornite dal programma da quelle di un essere umano.
La prima edizione si è svolta nel 1991, organizzata da Hugh Loebner in collaborazione con il Cambridge Center for Behavioral Studies. Negli anni successivi, la competizione si è svolta con il supporto di diverse istituzioni, tra cui la Flinders University, il Dartmouth College, il Science Museum e l'Università di Reading. Nel 2019 le regole sono state modificate: i giudici sono stati sostituiti dal pubblico e si è deciso di non includere più confronti diretti tra esseri umani e bot.
Il premio è stato oggetto di critiche, tra cui quella dell'informatico Marvin Minsky, che ha definito la competizione "una bravata pubblicitaria".

## Premi
Nel 1991, i vincitori ottennero un premio di 2.000 $. Successivamente, l'importo salì a 3.000$ nel 2005, scese a 2.250$ nel 2006, e tornò a 3.000$ nel 2008. Oltre al premio annuale, sono stati istituiti due premi straordinari una tantum: il primo, del valore di 25.000$, sarà assegnato al primo programma in grado di ingannare il pubblico, rendendo impossibile distinguere un chat bot da un essere umano in una conversazione basata esclusivamente su testo;il secondo, di 100.000$, sarà conferito a un sistema capace non solo di soddisfare i requisiti del premio precedente, ma anche di sostenere conversazioni tramite input audiovisivo (audio e video).
Nel caso in cui uno di questi due premi venisse assegnato, la competizione sarà considerata conclusa

## Regole di competizione e restrizioni
Nelle prime edizioni della competizione, i criteri per valutare la conversazione erano limitati. A partire dal 2007, è stato introdotto uno schema di base per strutturare le conversazioni, con l’obiettivo di valutare più accuratamente il livello dei bot. I giudici tengono in considerazione la durata e l’argomento della discussione. Lo schema comprende tre categorie:conoscenza generale (es. "Che cos'è un martello?"), paragoni (es. "Cosa è più veloce, un treno o un aereo?"), domande mnemoniche, che richiedono al bot di fare riferimento a parti precedenti della stessa conversazione. Il lessico e i verbi devono essere selezionati da un dizionario per ragazzi di età pari o inferiore ai 12 anni.
Nel 2008, lo sponsor introdusse una fase preliminare alla competizione ufficiale, permettendo l’iscrizione dei partecipanti tramite web. I giudici dispongono di 5 minuti per formulare le domande e di altri 5 minuti per condurre conversazioni simultanee con i vari programmi.

## Edizioni

### 2006
Nel 2006, la competizione fu organizzata da Tim Child, CEO della Televirtual, e dalla ricercatrice Huma Shah. Il 30 agosto dello stesso anno vennero annunciati i quattro finalisti:
- Rollo Carpenter;
- Richard Churchill e Marie-Claire Jenkins;
- Noah Duncan;
- Robert Medeksza.

La finale si svolse il 17 settembre 2006 nel teatro VR di Torrington Place, presso l'Università di Londra. Tra i giudici figuravano: Kevin Warwick, professore di Cibernetica all'Università di Reading; John Barnden, professore di intelligenza artificiale; una specialista nella ricerca della metafora dell'Università di Birmingham; l’avvocato Victoria Butler-Cole; e il giornalista Graham Duncan-Rowe.La seconda parte dell'evento è stata descritta in un articolo del Technology Review. Il vincitore dell’edizione fu Joan, un programma basato su Jabberwacky, sistema sviluppato da Rollo Carpenter.

### 2007
La finale del 2007 si svolge il 21 ottobre a New York. I giudici sono: il professore d'informatica Russ Abbott, il professore di filosofia Hartry Field, il professore di Psicologia Clayton Curtis e l'organizzatore di conferenze Scott Hutchins.
Nessun bot supera il test di Turing, ma i giudici classificano ugualmente i 3 finalisti:
- 1°Robert Medeksza da Zabaware, creatore di Ultra Hal Assistant;
- 2°Noah Duncan, privato, creatore di Cletus;
- 3°Rollo Carpenter da Icogno, creatore di Jabberwacky.

Il vincitore riceve 2.250$ e la medaglia annuale. Gli altri classificati ricevono vincendo 250$ ciascuno.

### 2008
La competizione del 2008 è stata organizzata dal professor Kevin Warwick e da Huma Shah, il 12 ottobre presso l'Università di Reading. Tra giugno e luglio dello stesso anno. Durante la finale, ogni giudice ha avuto cinque minuti per condurre, su uno stesso schermo, due conversazioni simultanee con due entità anonime (una umana e una artificiale). La classifica finale del Premio Loebner 2008 è stata la seguente:
- 1° Eliza, creata da Roland Sebestyen
- 2° Jabberwock, creata da Juergen Pirner
- 3° Eugene Goostman, creato da Eugene Demchenko e Vladimir Veselov
- 4° Ultra Hal, creato da Michael Mauldin
- 5° Zoltan, creato da Bruce Wilcox

### 2009
La competizione del Premio Loebner del 2009 si è tenuta a Brighton, nel Regno Unito, il 6 settembre. In particolare, si è svolta presso The Brighton Centre, in congiunzione con la conferenza INTERSPEECH 2009. Riferendoci al Premio Loebner del 2009, la classifica dei primi tre finalisti (i vincitori delle medaglie) era la seguente:
- 1° David Levy (con il suo chatbot "Dictator")
- 2° Rollo Carpenter (con il suo chatbot "Cleverbot")
- 3° Mohan Embar (con il suo chatbot "Brother Jerome")

C'erano altri finalisti nella competizione, ma questi tre si sono aggiudicati i primi posti e le relative medaglie.

### 2010
La competizione del Premio Loebner del 2010 si è tenuta negli Stati Uniti, il 23 ottobre, presso la California State University (CSUN), nel campus di Northridge, Los Angeles, California.La classifica dei primi classificati in quell'edizione è stata la seguente:
- 1° Bruce Wilcox (con il suo chatbot "Suzette")
- 2° Steve Worswick (con il suo chatbot "Mitsuku")
- 3° Rollo Carpenter (con il suo chatbot "Cleverbot")
- 4° Fred Roberts (con il suo chatbot "Elbot")

Questi sono i primi quattro classificati (i finalisti che hanno gareggiato nel round finale) dell'edizione 2010 del Premio Loebner.

## Vincitori
| Anno | Vincitore        | Nome del programma                                          |
| ---- | ---------------- | ----------------------------------------------------------- |
| 1991 | Joseph Weintraub | PC Therapist                                                |
| 1992 | Joseph Weintraub | PC Therapist                                                |
| 1993 | Joseph Weintraub | PC Therapist                                                |
| 1994 | Thomas Whalen    | TIPS                                                        |
| 1995 | Joseph Weintraub | PC Therapist                                                |
| 1996 | Jason Hutchens   | HeX                                                         |
| 1997 | David Levy       | Converse                                                    |
| 1998 | Robby Garner     | Albert One                                                  |
| 1999 | Robby Garner     | Albert One                                                  |
| 2000 | Richard Wallace  | Artificial Linguistic Internet Computer Entity (A.L.I.C.E.) |
| 2001 | Richard Wallace  | Artificial Linguistic Internet Computer Entity (A.L.I.C.E.) |
| 2002 | Kevin Copple     | Ella                                                        |
| 2003 | Juergen Pirner   | Jabberwock                                                  |
| 2004 | Richard Wallace  | Artificial Linguistic Internet Computer Entity (A.L.I.C.E.) |
| 2005 | Rollo Carpenter  | George                                                      |
| 2006 | Rollo Carpenter  | Joan                                                        |
| 2007 | Robert Medeksza  | Ultra Hal                                                   |
| 2008 | Fred Roberts     | Elbot                                                       |
| 2009 | David Levy       | Dictator                                                    |
| 2010 | Bruce Wilcox     | Suzette                                                     |

Riferimenti
1.Loebner Prize 2008
2.Artificial stupidity, Salon.com, 16 febbraio 2003
3.2007 rules, 2008 rules and 2009 rules
4.17th Annual Loebner Prize for Artificial Intelligence 21 October 2007 New York City
5.Loebner Prize 2006 Information
6.Lobner 2006
7.How To Be Human, Technology Review, 20 settembre 2006
8.Loebner prize 2006, loebner.net
9.18th Annual Loebner Prize for Artificial Intelligence 12 October 2008 University of Reading, Reading, UK
10.Elbot
11.Artificial Solutions
12.Eugene Goostman
13.Ultra Hal
14.Machine takes on man at mass Turing Test
15.2008 Loebner Prize: myths and misconceptions
16.Winners of Previous Contests (section), Lobner Prize's official page.